# Bloque Nacionalista Galego
Het Bloque Nacionalista Galego (BNG) is een coalitie van politieke partijen in Galicië.
Het BNG is een links-nationalistische politieke organisatie die zichzelf omschrijft als een “patriottistisch front”.
In de jaren zestig van de 20e eeuw werden de Unión do Povo Galego (UPG) y el Partido Socialista Galego (PSG) opgericht. In 1975 ontstond de Asemblea Nacional-Popular Galega (AN-PG), een politieke organisatie die bedoeld was om na de dood van dictator Franco binnen het nieuwe democratische stelsel een politieke partij te gaan vormen.
In oktober 1981 vonden de eerste verkiezingen plaats voor het parlement van Galicië. Hierin namen de UPG en de PSG tezamen deel. De verkiezingen werden gewonnen door de Alianza Popular en de nationalistische beweging won slechts 3 zetels. De afgevaardigden van de linkse coalitie weigerden de eed af te leggen op de Spaanse grondwet en werden ten slotte uit het Parlement geweerd.
In 1982 vormden de AN-PG, de UPG en de PSG samen met andere, kleinere politieke organisaties het Bloque Nacionalista Galega. Een jaar later trad de PSG uit deze BNG-coalitie om vervolgens met een andere partij, Esquerda Galega, een coalitie te vormen. In de verkiezingen voor het parlement van Galicië van 1985 won de BNG met 52.000 stemmen slechts één zetel, die bezet werd door Xosé Manuel Beiras. De centrum-nationalistische partij Coalición Galega won 11 zetels. De verkiezingen van 1985 werden opnieuw gewonnen door de Alianza Popular.
In 1986 voerde het BNG actie tegen het Spaanse lidmaatschap van de NAVO. De partij koos een gematigder positie in de hoop bij de volgende verkiezingen meer stemmen te kunnen winnen.
In 1988 werd de jeugdafdeling van de partij, Galiza Nova, opgericht.
In 1989 won de partij 8% van de stemmen hetgeen resulteerde in 5 zetels.
De Partido Nacionalista Galego (PNG) en de Partido Galeguista (PG) voegden zich in 1991 bij het BNG. Bij de provinciale verkiezingen van 1993 won de BNG vervolgens 18,5% van de stemmen, resulterend in 13 zetels. De PSG en Esquerda Galega wonnen geen zetels en voegden zich na deze verkiezingen bij het BNG.
Dit was een succesvolle periode voor het BNG. Ook in het nationale parlement verkreeg de partij twee zetels.
Bij de provinciale verkiezingen van 1997 won de partij 24,8% van de stemmen, 18 zetels, en eindigde op de tweede plaats. Bij de Europese verkiezingen van 1999 kreeg de partij één zetel in het Europese parlement, bezet door Camilo Nogueira.
Bij de provinciale verkiezingen van 2001 won het BNG 22,6% van de stemmen en kreeg daarmee hetzelfde aantal zetels als de socialistische coalitie van Partido Socialista de Galicia (PSdeG) en de PSOE. In 23 november 2003 werd Anxo Quintana gekozen tot kandidaat voor de volgende verkiezingen.
In 2005 won de partij 13 zetels bij de provinciale verkiezingen. Het BNG vormde vervolgens voor het eerst een regeringscoalitie samen met de PSdeG-PSOE. De socialist Emilio Pérez Touriño werd vervolgens president van de Xunta de Galicia. Anxo Quintana werd vicepresident en kreeg de portefeuilles Relaciones Institutionales en Sociale Zaken.
Bij de verkiezingen voor het parlement van Galicië in 2009 won het BNG 12 zetels, 16,57% van de stemmen. Dit was het slechtste resultaat sinds 1989. De regeringscoalitie verloor de verkiezingen. De Partido Popular verkreeg de absolute meerderheid en werd de regerende partij. In mei 2009 werd een nieuwe partijleider gekozen in de persoon van Guillermo Vázquez.